# Wilemania
Wilemania là một chi bướm đêm thuộc họ Geometridae.